# Lena Furberg
Lena Furberg född 11 mars 1957 i Skellefteå, är en svensk serieskapare, verksam sedan 1970-talet. Framförallt känd för sina hästserier om hästen Mulle i Min Häst. Serier av Lena Furberg har utgivits i bland annat Ryssland, Tyskland, Holland, Frankrike, Storbritannien och övriga Norden.

## Serier
- Stallgänget på tuva
- Mulle

## Priser och utmärkelser
- 1986 – 91:an-stipendiet
- 2008 – Unghunden[1]
- 2012 – Bokjuryn kategori seriealbum
- 2014 – Knut V. Pettersson-stipendiet.